# Acebedo
Acebedo è un comune spagnolo di 271 abitanti situato nella comunità autonoma di Castiglia e León.